# Jüdischer Friedhof (Blieskastel)

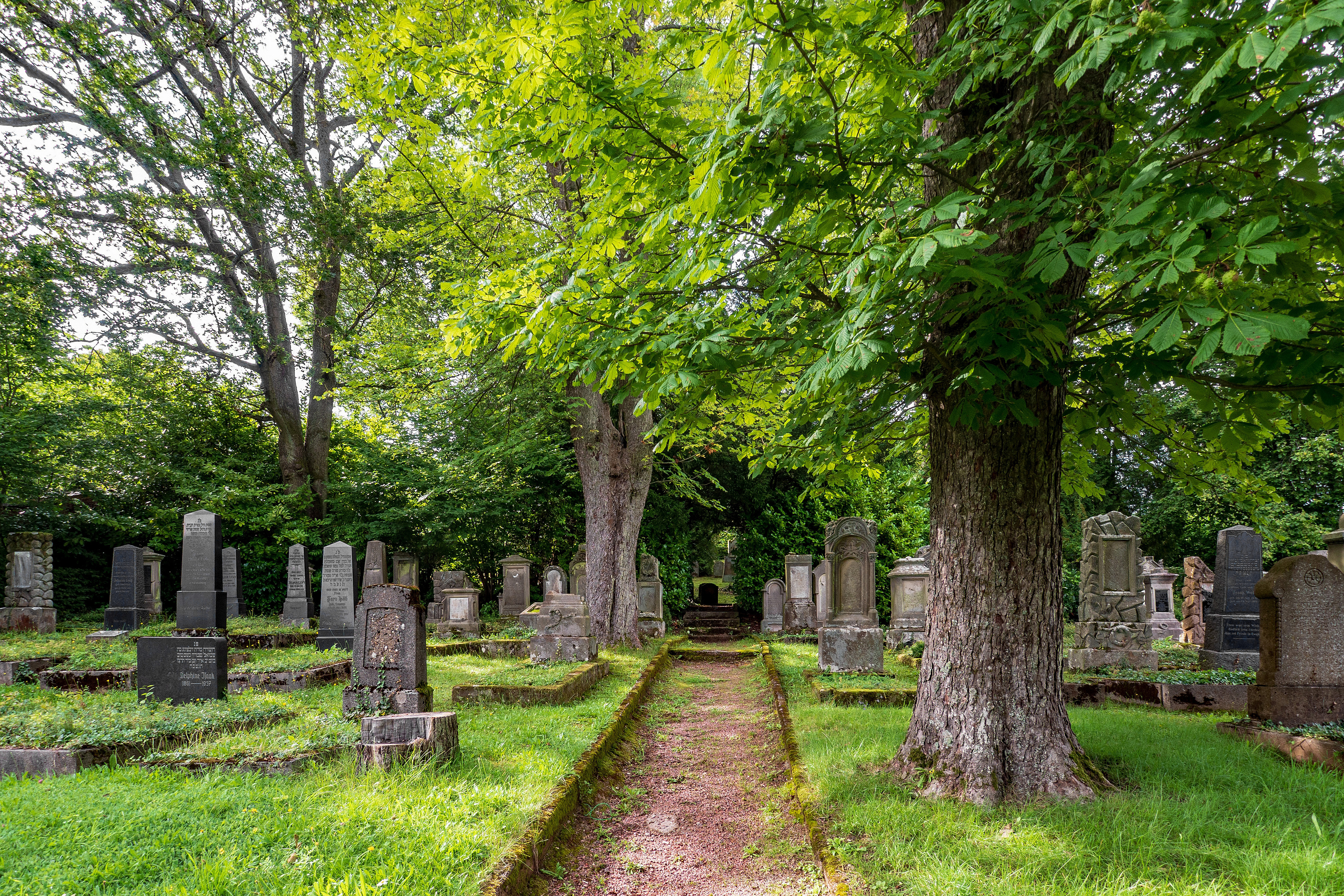
Der jüdische Friedhof in Blieskastel

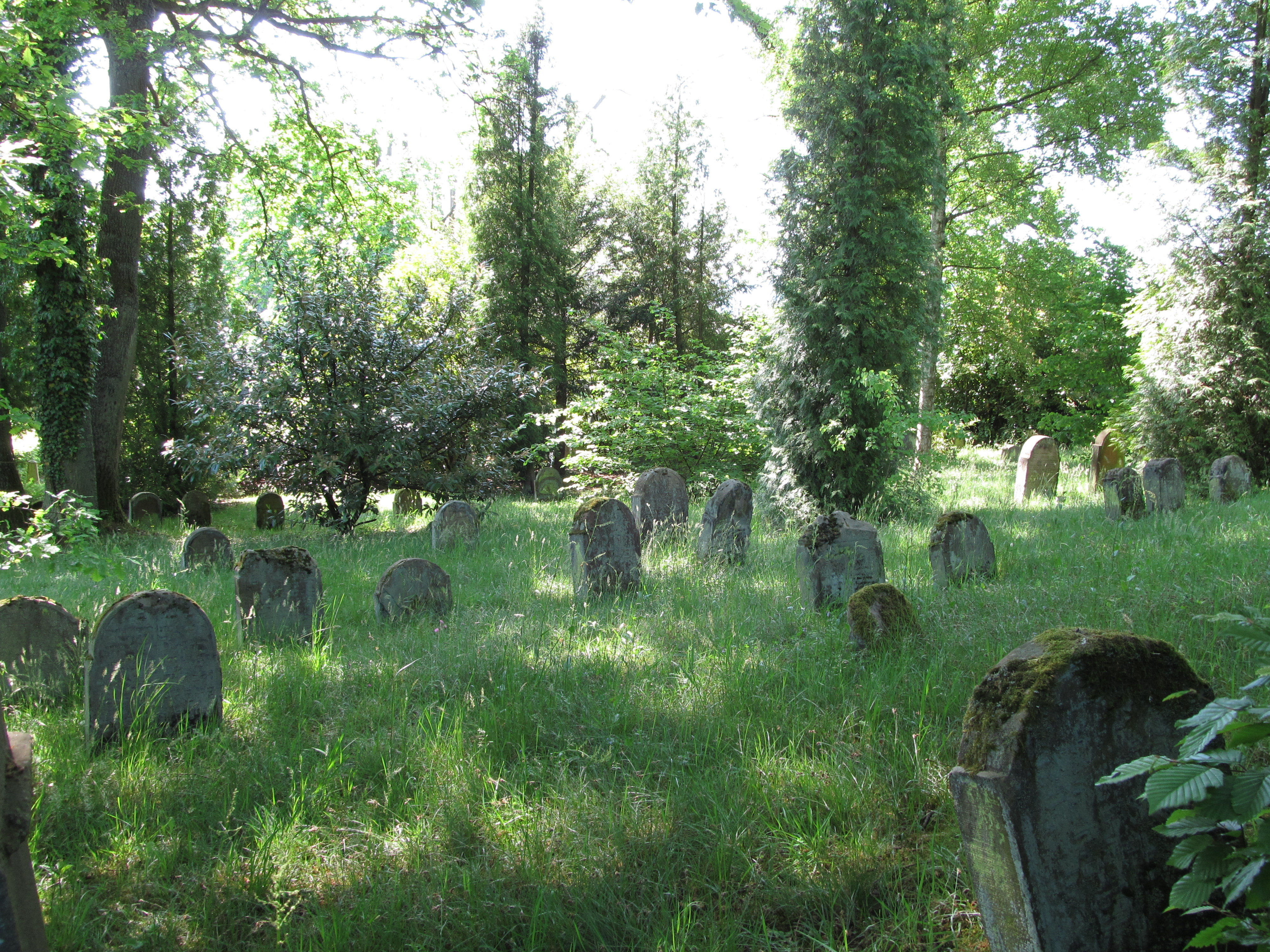
Ansicht des Friedhofes

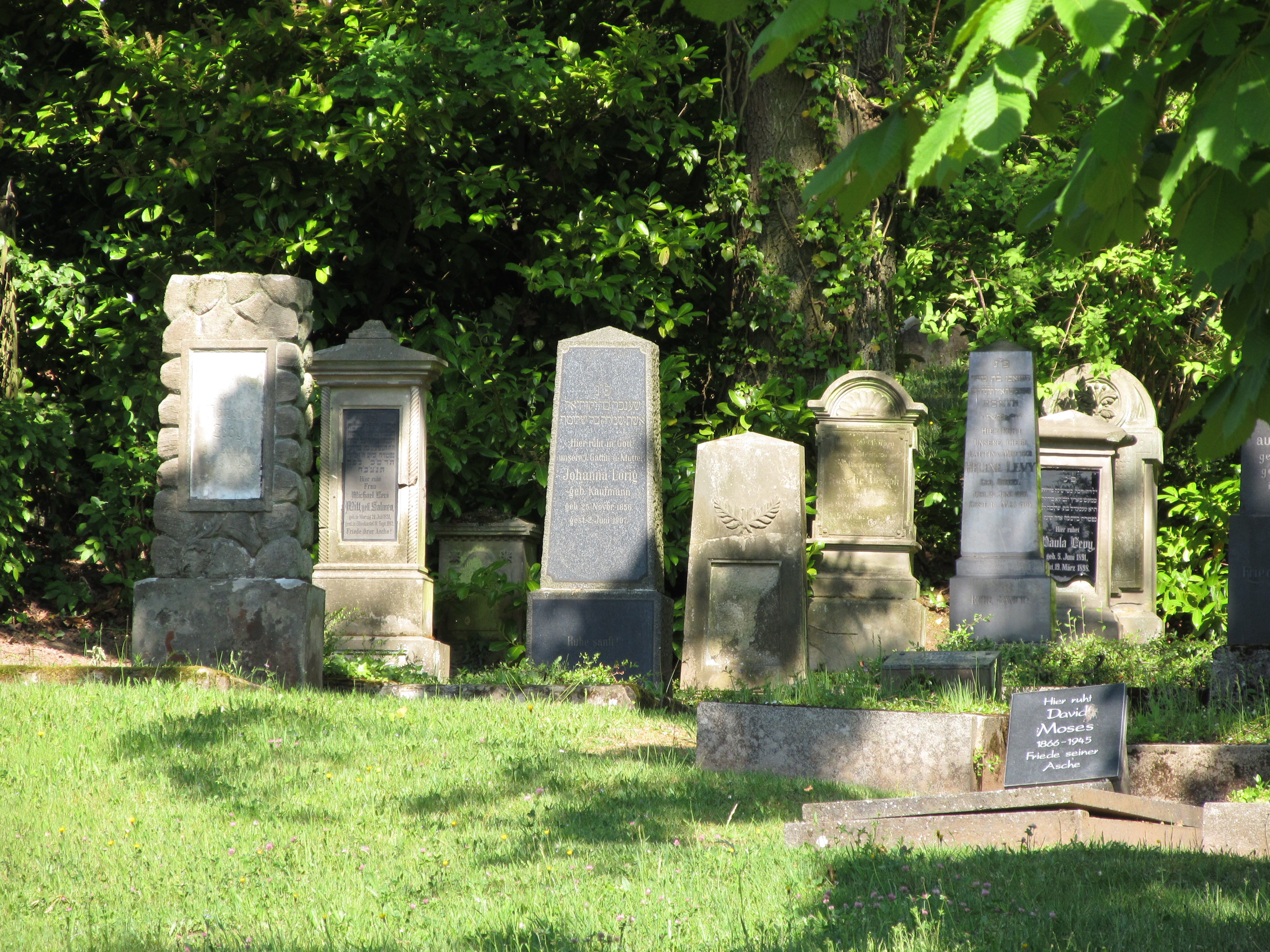
Grabsteine

Der Jüdische Friedhof Blieskastel in der Stadt Blieskastel im Saarpfalz-Kreis (Saarland) ist in der Denkmalliste des Saarlandes als Einzeldenkmal im Ensemble Klosteranlage „Auf dem Han“ aufgeführt.

## Beschreibung
Der Friedhof liegt auf der Parzelle 1391/1 am Klosterweg gegenüber der Einmündung des Mariannenwegs. 208 Grabinschriften aus dem Zeitraum von 1718 bis 1937 sind dokumentiert. Im ältesten Teil des Friedhofes, der vom Eingang aus gesehen im hinteren Bereich liegt, haben sich zahlreiche bemerkenswerte Grabsteine erhalten, die noch bis zum Anfang des 18. Jahrhunderts datieren.  

## Geschichte
Seit 1690 war der jüdische Friedhof von Blieskastel der zentrale Begräbnisplatz auch für die Juden aus Homburg, St. Ingbert, Zweibrücken, Gersheim und Medelsheim. Das Bürgermeisteramt Blieskastel berichtete noch im Jahr 1821 dem Landkommissariat Zweibrücken über Beerdigungen von Einwohnern aus Homburg, Gersheim, Zweibrücken-Bubenhausen und aus Webenheim. Da nicht nur hiesige Bewohner auf dem Friedhof bestattet wurden, wurde zum damaligen Zeitpunkt angeregt, in Homburg und Zweibrücken für die Verstorbenen der dortigen jüdischen Gemeinden eigene Friedhöfe anzulegen. In der Zeit des Nationalsozialismus wurde der Friedhof 1939/40 verwüstet. 1945 wurde er wieder hergerichtet.